# 戦場のヴァルキュリア3
『戦場のヴァルキュリア3』（せんじょうのヴァルキュリアスリー）は、2011年1月27日に発売されたPlayStation Portable専用ソフト。
シミュレーションRPGにアクションゲームの要素を加えた戦闘システム「BLiTZ（ブリッツ）」と、個性的なキャラクターによる戦場での人間ドラマを特徴とした戦場のヴァルキュリアシリーズの3作目として製作された作品。キャッチコピーは「絶望の果て、歴史を変えた名もなき戦士たちの物語」。
『戦場のヴァルキュリア』（以下『1』）と同じく架空のヨーロッパ大陸で起こったガリア戦役を舞台としており、歴史に残らなかった部隊の戦いの記録という設定で物語は描かれる。ガリア戦役における主要な戦いを表側から制して人々に知られる英雄となった義勇軍
時間軸は『1』と同年、『戦場のヴァルキュリア2』の2年前となっており、前2作で既出のキャラクターも登場するなど、『2』へと繋がる内容にもなっている。
発売週の売上はメディアクリエイト調べ、アスキー総合研究所調べで約10.2万本を記録し、家庭用ゲームの週間売上ランキングで2位の結果を残した。
2011年11月24日には通常版に新たなエピソードを加え、販売価格を下げた『戦場のヴァルキュリア3 EXTRA EDITION』（E2）が発売された。
PlayStation StoreでE2のDL版も販売された。PlayStation Vita TVによる大画面プレイにも対応している。

## ゲームシステム
ゲームは章立てになっており、主人公が率いる部隊をプレイヤーが動かす形で進行する。メインシナリオは全20章で、それ以外ではネームレス隊員ごとの成長イベント、エースキャラ撃破での鹵獲武器入手や装備アイテム獲得、前日端やサイドストーリーなど多岐にわたる「断章」。EX版ではダウンロードコンテンツ(DLC)をプレイする「エクストラ」のモードをガリア全域MAPから切り替える形になっている。各MAPにおける戦闘をすべて最高のSランクでクリアするとMAPアイコンが金色に変わる特典もある。
進軍マップで部隊の行き先を選択し、戦闘ミッションでは部隊の各兵士を動かすのがプレイヤーの役割である。戦闘では従来のシリーズと同じくBLiTZ（ブリッツ）が採用されており、ターン制を基本的としながら自軍ユニットの行動中はリアルタイムで敵兵士が応射してくるシステムとなっている。通常はプレイヤー先行だが本作ではプレイヤー後攻のステージもある。戦闘で敗北した場合は戦闘に入る直前からのやり直しも選択出来る。敗北条件は過去作と比較してかなり緩くなっており、クルトの戦闘不能が敗北条件でない限りクルトが戦闘不能に陥っても即敗北とはならない。
進軍マップは第1作におけるブックモードに相当し、地図上のシンボルを選択することで進行ルートと共にイベントシーンやミッションの選択を行うモードである。場所によっては分岐するルートがあり、ルートの進め方によって展開・作戦数が変化することもある。また、戦闘内容によってルートの分岐が生じるミッションがあり、その後の展開や進軍マップで現れるルートが変化することもある。また、基本的にフリーミッションはシナリオバトルとは無関係だが、一部のフリーミッションはクリアすることで支援砲撃解除などの特典がつく。
戦闘で出撃できる兵数はミッションによって異なるが最大9人となっている。『2』から採用されたエリア制（1つのマップを複数のエリアに分割する方式）が引き継がれており、1エリアに配置可能な最大人数は5人までである。2と同様に初期配置を埋めない穴あき状態で戦闘を開始するのも戦法で、クルト一人配置してのスタートで良い場合もある。別働隊配置そのものが罠（置くと強力な部隊に正面から阻まれ身動きすら出来なくなる）だったり、逆に初期配置をしておかないといきなり作戦失敗することもある。自軍制圧拠点エリア内なら0CP、それ以外なら1CPでユニットを退去させられる点も『2』から継承している。
また自軍戦車を自由にカスタマイズ出来るという点も『2』から継承した。ただ、『2』では『1』のエーデルワイス号のような重戦車が攻略上非常に扱いづらく、人員輸送や架橋といった小技に優れる装甲車・工作車の有用性に遅れをとっていたが、本作ではCP消費面でのデメリットが解消されたことで大分使いやすくなった。ただ、PSPという制約上、重戦車が自由に走り回れる広さのエリアが少なく、道幅も狭いため扱いは難しい。
訓練・通算戦績の確認・マスターテーブル・武器の購入・戦車の修理・人物総覧確認は本拠地でしか行えないが、兵科・装備・ポテンシャル・戦車の車種・装備変更はバトル直前画面でも可能になった。

## 新システム「特殊化」
行動力を示すCPとは別に、ゲーム中盤から新たにSPという数値が盛り込まれるようになる。これはクルト・リエラ・イムカの3人だけが持つ特殊能力の発動回数を示すもので、MAPごとに回数上限が決まっている。誰のどの能力が「攻略上絶対に必要」とまで言える場面は少なく（使うと相当有利になることは勿論ある）、基本的には手持ちのSPで必要だと思う能力を使って構わない。ただし、リーダーとして常に戦場の何処かに居るクルトはいつでも使えるが、イムカ、リエラはあらかじめ配置していないと発動できない。三人に共通するのは「発動時に自動的にHPが全回復する」、「連続行動でAP上限が減少していても特殊能力発動時のみ上限最大値に戻る」という点でこれだけでも相当の恩恵といえる。

### 直接指揮
クルトの特殊能力。既にMAP上にいる自軍のユニット二人まで「コープ」し、アローフォーメーションを組んで団体行動するというもの。コープ中のユニットは兵科のAPでなくクルトのAPが許す限り移動可能（移動速度もクルトの兵科による）。また、コープユニットは移動中にAPを消費せず、支援攻撃に参加しても残弾消費が発生せず、敵ユニットの応射や反撃でダメージを受けるのはクルト一人のみ。また、攻撃時には「可能なら」100%支援攻撃に参加する。通常は支援攻撃が出来ない対戦車兵や狙撃兵も支援攻撃に参加させられる。ただ、迂回可能な土塁は問題ないが通り抜け出来ない形に配置された土塁、極度の段差、はしごや階段などMAP内に配置された移動装置を経由する場合はコープが自動的に解除されてしまう弱点がある。様々な戦術に活用出来るため、この能力をどのように活用するかはプレイヤーの腕によるところが大きい。

### 武装開放
イムカの特殊能力。イムカ愛用の専用武器「ヴァール」で画面内にある複数のターゲットに対してマルチロックオン式の一斉攻撃を行う。打ち上げ式のミサイル攻撃（彼女がイラストで腰につけているのがヴァールの弾）なので射線が直に通っていなくても問題なく、相手の位置さえ判明していれば距離の制限もほぼない。ただ、発射時に画面内に入る対象のみで一度ロックオンしても画面外に外れてしまったターゲットに対しては無効になる。威力は偵察兵や狙撃兵ならおおむね一発で倒せるほどで、それ以外の兵科や車両にもダメージを与えられる。ただ、個々のターゲットにしゃがみ時のダメージ軽減や回避も発動する。

### ヴァルキュリア
リエラ(とDLCで加入した1のアリシア、セルベリア、2のエイリアスなどのヴァルキュリア人)の特殊能力。タイトルにもなっている戦闘種族ヴァルキュリアに一時的に変身できるというもの。1、2では能力者がいてもシナリオにおけるイベント戦闘や終盤の数MAPなど特殊な状況で限定的にしか使えなかったが、本作ではSPによる回数制限こそあるものの中盤以降（序盤MAPでもクリア後の再戦時に使用可能）実戦で運用出来る。どの兵科であっても変身中のAPは一定。敵の応射や反撃に対して一切ダメージなし。攻撃はヴァルキュリアの槍から繰り出されるもので単体攻撃としてはほぼ最強クラスの威力を持ち、重装戦車やエース級のユニットにも大ダメージを与えられるが避けられることもある。攻撃は付録と考えて危険地帯からの緊急退避や強行突破に使うというのも有効。

## 兵種と育成システム
進軍マップにある本拠地では獲得経験値を消費して自軍の強化ができる。また、一定レベル到達や経験値支払いにより新たなオーダーを獲得できる。本作では2における主人公のアバンと同様に味方キャラクターは全員兵種が自由に変えられるようになっており、レベルアップの際には部隊全員をステータス別に強化させるシステムになっている。
これまでのシリーズと同様に個々のキャラクターの兵種をより性能のよい上位の兵種へクラスチェンジできるようになっているが、本作ではレベルではなく「熟練度」により、キャラクター個別に自動的にクラスチェンジされるシステムになっている。熟練度は戦闘ミッション中のAP消費に応じて加算される。従ってそもそも移動力が高く移動力の高さを生かし、毎度使い切る運用がメインになる偵察兵や支援兵は全く敵兵を倒していなくても上がるが、応射による拠点防衛を職務とする機関銃兵や突撃兵はどれだけ敵兵を倒していようが何度出撃させようが一向に上がらない。意図して上げたいのであればなるべく危険な戦場を移動させてAPを消費させる必要がある。本作では兵種は偵察・突撃・対戦車・支援・技甲・狙撃・機関銃・剣甲の8つがあり、それぞれの兵種には普通・上級・猟兵の3段階のレベルが存在する。
前作の2では偵察兵の上位亜種として狙撃兵が、突撃兵の上位亜種として機関銃兵が、技甲兵の上位亜種として剣甲兵が、それぞれ位置付けられていたが、狙撃兵は最初から選択可能になり、後の両者はシナリオ中盤以降でメンバー全員が選択可能になる新たな兵種としてそれぞれに独立した。また前作では対戦車兵と迫撃兵に分かれていたが、本作では対戦車兵が対戦車槍と迫撃砲のいずれも装備出来るようになった。ただし、前作のように兵科マークが異なることで運用しやすかった利点がなくなり、誰にどちらを装備させたか自分で把握しておかなければならない。
1と2では全兵種で簡易回復装置のラグナエイドを標準装備していたが本作では支援兵のみとなった。かわりに、前作では衛生兵のみが所持していた蘇生用ラグナエイドを下位の段階から装備しているため倒れた味方をその場で回復させられるようになった。ただし、回復量については上位の方が当然ながら大きい。
また技甲兵のAPが2よりもやや高めに設定され、展開式シールドを装備するようになったため防御面では強固になった。「しゃがみ」をしなくとも行動終了時にシールドを展開して自動的にしゃがみ姿勢になるため盾方向からの銃弾によるダメージはほぼない。ただし基本攻撃の対人攻撃力と移動速度は全兵科中最低で、武器選択も開発レベルが相当高くなるまでは一般品か鹵獲武器かに限られるなど選択の余地がほとんどなく厳しいかわりに、移動力そのものは偵察兵、支援兵に次ぐものになり、広い範囲を動き回ることが出来るようになった為、土塁の再構築や破壊、拠点付近の地雷撤去に加え、「脆弱な装甲車の走行最短ルートに先乗りしてあらかじめ地雷をまとめて除去」したり、「移動力と撃たれ強さを生かして敵中深くに単独で切り込み、隙をついて拠点制圧して防衛陣地化する」「前線で瀕死に陥った突撃兵などを追い越し、前面に盾を展開して保護する」、「高射砲台の向きを変えて弱点部分を露出させるための囮となる」など、戦術の幅が格段に広がった。
技甲兵とは逆に剣甲兵は防御力で技甲兵に劣り、特に機関銃斉射されるとかなりのダメージを受ける。反面、対人攻撃力はトップクラスで範囲内を凪ぐ性質のため密集した敵をまとめて葬れる。またAPの下限値が高め（他職同様2目盛り分。ただし、移動距離が長い）なので最高APでの移動力では技甲兵に水をあけられるが、奥へ奥へと切り込めるので連続行動に耐えられる。また、伏せて避けるタイプの兵種は伏せに成功しても半分以下のダメージを与えられ、攻撃速度が速いため応射から盾を出す防御に切り替える重装兵が相手だとモーション切り替えの隙をつき「防御しようとした相手を防御する前に叩き斬る」など、伏せられて無傷に終わることの多い猟兵クラスとの戦闘では頼もしい存在となる。技甲兵と同様に弱点への攻撃が歩兵相手では「ない」ため、伏せを警戒して足元を切り払うのが基本。また技甲兵と異なり土塁を破壊しないので再建せずに利用できる。
戦闘での状況に応じて確率発動するポテンシャルも2から進化し、特定のポテンシャルを習得するとマスターテーブルチェック時に全く新たなポテンシャル（ハイポテンシャル）を習得するシステムに変わった。ハイポテンシャルには「連続移動」「心頭滅却」など発動すると非常に有利になるものが多い。一つの兵科に専念させ続けても上限（兵科の隣にマスターを意味する★がつく）があってそれ以上覚えられなくなるが、異なる兵科でポテンシャルを開拓していくことで結果的にマスター済みの兵科も更に強力で使いやすく出来る仕様となった。新規ポテンシャルは発動トリガーとなる行動を繰り返すことで習得する。（例として剣甲兵の「隠密攻撃」ならしゃがんだ状態で斬るを繰り返せば習得する。）「相手の攻撃を受ける」「状態異常になる」「敢えて瀕死になる」ことで習得するポテンシャルもあるため、ステレオタイプで無難に戦闘をこなすだけでなく様々なシチュエーションを体験させることが成長の鍵となる。

## 士気の重要性
1、2ではペナルティー的なポテンシャルがストーリーイベントや断章のプレイなどで書き換わりペナルティーが消える形だったが、3では全員がペナルティー相当の固有ポテンシャルを複数所持している。また、ペナルティーが書き変わり消える点は変わりないが、それでも一部隊員を除き最終的に1つは残る形となっている。戦闘開始時の3以下の士気では高確率でペナルティーポテンシャルが発動する。このため高い士気を維持するだけでなく、戦車の塗装・マークで補正するのも手段となる。また新たなポテンシャルに目覚めさせるためには発動率の高い士気状態で発動トリガーとなる行動を行う必要もある。

## ネームレス隊員の絞り込みと個性
1、2では追加招集のキャラが複数存在しランダムで加入するため、一度のプレイでは全員が揃わない仕様となっていた。本作では一度のプレイでもほぼ全員が揃う。かわりに初回クリアまでの総隊員数が制限されており各兵種3人程度にしか出来ない。このため「深刻なペナルティーを保持するため敢えて使わないキャラ」を作ることが難しくなっている。いかにして「弱点を露出させない」、「上手く補正する」、「初期兵種にとらわれず相性の良い兵種を見つける」かが攻略の鍵となっている。能力レベル自体は全隊員共通だが、ステータスは個別に異なり、さらにポテンシャルで個性、キャラクター相互の相性が出ている。単独行動向きのキャラもいれば、射撃が不得意なキャラ、特定の行動に対してペナルティーが発生するキャラなどを上手く使いこなすかが腕の見せ所。

## 敵側の修正要素
新たな要素が盛り込まれて味方側が強化された関係で敵側も強化されている。特に前作のV2に相当する敵として帝国重装兵が登場した。全身甲冑に盾を持ちマシンガンを備えた強敵で正面からではなかなか倒すのが難しい。狙撃兵でアウトレンジから狙う場合も正面方向からだと盾で弾かれる。このため囮を利用して向きを変えたり、接近が察知されにくい剣甲兵で視界の外から接近攻撃するなどの工夫が必要。また、偵察兵のみならず全兵科がこちらの拠点が手薄とみると積極的に奪いに来る。また敵の応射も強力になっている。技甲兵を上手く盾に使い突撃兵などを進軍させる局面もある。一部MAPでは拠点以外の地点からも増援部隊が発生する仕組みになっており、拠点完全制圧後も油断はできない。中盤以降のMAPでは敵側も最高能力の猟兵がメインになり、カラミティー・レーヴェン戦に限らず全員が猟兵クラスという精鋭部隊との戦いになるなど難易度が増している。また兵種レベルに応じて回避・防御の発動確率も高くなっており、CPに余裕がない場面での無理な行動は禁物となっている。

## やり込み要素
ルート選択とマルチエンディングにより、1周目ではプレイしていない戦闘があるためこれも含めてクリアすることが主なやり込み要素の一つとなっている。また、運悪く加入しなかったネームレス隊員がクリア時に自動的に加入するためその育成もやり込み要素となる。最終ステージもいずれのヒロインを選んだかによって変わり二つの最終戦が存在する。また、武装開発レベルも最高には達しないためこれを上げることや、各シナリオメイン戦闘のやり直しプレイによるSランククリア、敵エースの討伐と設計書・鹵獲武器入手、全ての兵種をマスターした「完全なる兵士」を目指すのも要素となっている。EX版では更にDLCによる追加ミッション、追加キャラ加入イベントとなる新たな断章などもやり込み要素となっている。

## 物語の構成
これまでのシリーズと同じく、専制君主国家・東ヨーロッパ帝国連合と共和制連邦国家・大西洋連邦機構に挟まれた小国・ガリア公国が舞台。物語は第1作と同じ征歴1935年を時代背景に軍規違反者や脱走兵で構成された懲罰部隊であるガリア公国軍422部隊に焦点が当てられており、身に覚えのない国家反逆罪の濡れ衣を着せられ新たに懲罰部隊に配属されたクルト、ヴァルキュリア人であることに気付いていないリエラ、誰とも心を通わせようとしないダルクス人のイムカの3人がメインキャラクターである。対して本作の敵として設定されている帝国軍特別遊撃部隊カラミティ・レーヴェンの隊員は監視役を務めるリディア・アグーテを除いて全員ダルクス人で構成されているのが特徴。隊長のダハウはダルクスの独立を目指して活動しており、このダハウが本作でのボスキャラクターとなる。
物語はクルトの正規軍時代から始まり、ガリア公国軍422部隊に転属になるまでがプロローグで描かれる。クルトが転属した422部隊は「ネームレス」の通称があり、隊員は名前ではなく番号で呼ばれる懲罰部隊である。請け負う任務も正規の記録には残らない特殊なものばかりで、正規軍からは捨て駒のような扱いを受けている。士官であるクルトは転属と共に隊長扱いとなるが、新参であるクルトは隊長として認められず当初は命令を聞かない隊員たちばかりであった。そんな隊員たちをクルトは纏め上げ、部隊の錬度を上げていく。
なお、結末はマルチエンディングであり、リエラとイムカのいずれかを選択する形で幕を閉じる。休暇時など途上の経過イベントはどちらを選んでも構わず、また周回プレイ時に選ばなかった方のイベントも見られる。

## 開発
構想自体はディレクターの小澤武とプロデューサーの本山真二の間で前作の開発終盤から既にあったといい、前作の開発終了後に企画は立ち上げられ、前作から約1年での完成となった。
本作は前作とハードが同じということもあって前作の内容を踏まえた上で開発が進められ、シリーズ恒例の戦闘システムBLiTZと、1つのマップを複数のエリアに分割させるという要素はシステムのベースとして前作から残る形となっている。その一方で変更された要素としては、キャラクターごとにポリゴンモデルを用意するなどのビジュアル面での強化、1マップにおける出撃人数が6人から9人に拡張、通信プレイの廃止などがある。通信プレイを廃止した理由としては、協力プレイを付けるよりシングルプレイに特化させた方が良いという判断があったことと、通信プレイのために専有されていたメモリのリソースをほかの部分へ回せることが挙げられており、出撃人数の増加やビジュアルの強化が行えたのは使用できるメモリ量が増えたためだとプロデューサーの本山は語っている。このほか、戦車を動かすためのCPが1に統一されたり、敵軍の迎撃が大幅に強化したりと難易度や使いやすさの面での調整も行われている。
また、今作から新たに加えられたシステムとして特殊化があるが、この仕様は開発初期に決められており、特殊化ありきで戦闘のバランス調整が行われている。
これまでのシリーズと同様に、キャラクターデザインは本庄雷太が、音楽は崎元仁が務めている。
主題歌はMay'nが歌う『もしも君が願うのなら』（作詞 - 藤林聖子、作曲 - 鷺巣詩郎、 編曲 - CHOKKAKU・鷺巣詩郎）。 

## Webゲーム
2011年1月12日に公式サイト上においてブラウザゲーム『BAN!BANG!ネームレス』のサービスが開始された。
BAN!BANG!ネームレスはtwitterと連動した射撃ゲームで、twitterのアカウントを使ってフォロアーの一人をネームレスにしたてることができる。

## モバイル展開
本作のモバイル特設サイトにて月額会員向けにFlash小説が配信されている。全5話。
- 第1話「リエラ、もうひとつの戦い」[23]
- 第2話「イムカ、まつろわぬ者」[24]
- 第3話「スプリット・アタック」
- 第4話「動き出す心」[25]
- 第5話「太陽」

## OVA
2010年11月9日に、東京・秋葉原で行なわれた『戦場のヴァルキュリア3』の発表会の場で、2011年春にOVA『戦場のヴァルキュリア3 誰がための銃瘡』が発売されることが発表された。ゲーム本編にないオリジナルエピソード全2話で、コンテンツ配信サービス「PlayStation Store」で先行配信されたが、世界最悪となるソニーグループ情報漏洩事件の嚆矢となったPSNの情報漏洩により、配信されたのは1週間にも満たない。パッケージ版はブラックパッケージとブルーパッケージの2種類があり、パッケージによって特典内容が異なる。ブラックパッケージは発売・販売をセガが行い、ブルーパッケージは発売がセガ、販売がアニプレックス、DVD通常版は発売・販売がアニプレックスとなっている。配信特典配布キャンペーンとして追加ミッション「イサラ、走る!」プロダクションコードがプレゼントされ、更に「因縁の対決」プロダクションコードがプレゼントされ後編にも封入された。
ストーリーはゲーム本編とも繋がる内容となっており、造反部隊の濡れ衣を着せられ正規軍からも追われていた、1935年8月上旬を背景にゲームでは描かれない一時期の出来事となっている。

### 声の出演
- クルト・アーヴィング - 中村悠一
- リエラ・マルセリス - 遠藤綾
- イムカ - 浅野真澄

- グロリア・ダレル、マルギット・ラヴェリ - 池田千草
- アルフォンス・オークレール - 松本考平
- フェリクス・カウリー - 松原大典
- レイラ・ピエローニ、ホーマー・ピエローニ - 庄司宇芽香
- アニカ・オルコット、エイダ・アンゾルゲ - 丸山未沙希
- ジュリオ・ロッソ - 会一太郎
- セルジュ・リーベルト - 河本啓佑
- エイミー・アップル、フレデリカ・リップス - 津田美波
- ダイト - 橋詰知久
- クラリッサ・キャラハン - 照井春佳
- シン・ヒューガ、セドリック・ドレーク - 小原雅人
- カリサ・コンツェン、ヴァレリー・エインズレイ - 佐々木愛

- ダハウ - 山寺宏一
- リディア・アグーテ - 久川綾
- ジグ - 入野自由
- グスルグ - 桐本琢也

- ウェルキン・ギュンター - 千葉進歩
- アリシア・メルキオット - 井上麻里奈
- イサラ・ギュンター - 桑島法子
- ラルゴ・ボッテル - 江川央生
- ロージー - 豊口めぐみ
- ヤン・ウォーカー - 平井啓二
- スージー・エヴァンス - 戸塚利絵
- イーディ・ネルソン - 鹿野優以
- エミール・ベイラート - 日比愛子

- マクシミリアン - 福山潤
- セルベリア・ブレス - 大原さやか

- ミュンヒハウゼン - 増谷康紀

### スタッフ
- 原作 - SEGA
- 脚本 - 大野木寛
- キャラクターデザイン・総作画監督 - 只野和子
- メカデザイン - 村田護郎
- 色彩設計 - 舟田圭一
- 美術監督 - 青井孝
- 撮影監督 - 尾崎隆晴
- CG監督 - 雲藤隆太
- 編集 - 坪根健太郎
- 音楽 - 崎元仁
- 音楽制作 - ベイシスケイプ、ランティス
- 音響監督 - 長崎行男
- 制作 - A-1 Pictures
- 制作協力 - ブリッジ
- 監督・絵コンテ - 近藤信宏
- 製作 - PROJECT VALKYRIA3

### 主題歌
オープニングテーマ「灯-TOMOSHIBI-」
作詞・歌 - 飛蘭 / 作編曲 - 中山真斗（Elements Garden）
エンディングテーマ「いつか咲く光の花」
作詞・歌 - 栗林みな実 / 作曲 - 黒須克彦 / 編曲 - 虹音
挿入歌「風を追う兵士の歌」（後編）
歌 - JAM Project / 作詞 - 畑亜貴 / 作・編曲 - 七瀬光

### 各話リスト
| 話数 | 演出                       | 作画監督                                         | Web配信/DVD&BD発売日                |
| ---- | -------------------------- | ------------------------------------------------ | ----------------------------------- |
| 前編 | 三好正人                   | 中田博文、羽野広範 空流辺広子、奥野浩行          | 2011年4月13日配信 2011年6月29日発売 |
| 後編 | 鈴木健一 古田丈司 京極尚彦 | 中田博文、高瀬健一 渡辺奈月、奥野浩行 石井ゆみこ | 2011年7月6日配信 2011年8月31日発売  |

## イベント
May’n×ネームレス SPECIAL LIVE
2011年3月13日に開催される予定だったが、同月11日に発生した東北地方太平洋沖地震を受けて中止となった。
『戦場のヴァルキュリア3誰がための銃瘡』プレミア上映イベント
OVAの発売を記念して2011年6月26日にプレミア上映イベントが開催された。このイベントではOVAの上映のほか、声優陣や監督らスタッフによるトークショーも行われた。

## 漫画
戦場のヴァルキュリア3 名もなき誓いの花
『電撃マオウ』2011年5月号 - 2012年4月号まで連載。漫画：藤沢真行。全2巻。
1. 2011年10月27日発売 ISBN 978-4048860338
2. 2012年03月27日発売 ISBN 978-4048863797

戦場のヴァルキュリア3 -赤き運命の戦乙女-
『月刊コンプエース』2011年9月号 - 2012年3月号まで連載。漫画 : 柘植ミズキ。全1巻。
1. 2012年02月25日発売 ISBN 978-4041201817